# 아이슬란드 (영화)
아이슬란드(Iceland)는 미국에서 제작된 H. 브루스 험버스톤 감독의 1942년 뮤지컬, 멜로/로맨스 영화이다. 소냐 헤니 등이 주연으로 출연하였고 윌리엄 레바론 등이 제작에 참여하였다.

## 출연

### 주연
- 소냐 헤니
- 존 페인

### 조연
- 잭 오키
- 펠릭스 브레서트
- 스테링 할러웨이
- 오사 메슨
- 프리츠 펠드
- 새미 케이
- 루이스 애들론
- 루이즈 앨런
- 애나벨 브루디
- 제임스 부시
- 메리 캐롤
- 엘리너 카운츠
- 버지니아 데이비스
- 척 드숀
- 애드라인 드 월트 레이놀즈
- 제임스 플러빈
- 조디 길버트
- 윌리엄 하디
- 솔 헤인즈
- 조 힉키
- 존 졸리프
- 지미 켈리
- 앨리스 커비
- 도나 라 바
- 버드 로러
- 마지 맥케이
- 제임스 노타로
- 팻시 페린
- 엘리너 피터슨
- 바이런 포인덱스터
- 제인 레이
- 월터 샌드
- 칼 세시
- 메리 스튜어트
- 루드윅 스토셀
- 마샤 스윗
- 논다스 웨인

## 제작진
- 세트: 토머스 리틀
- 의상: 빌리 리빙스톤